# Jan Fridegård

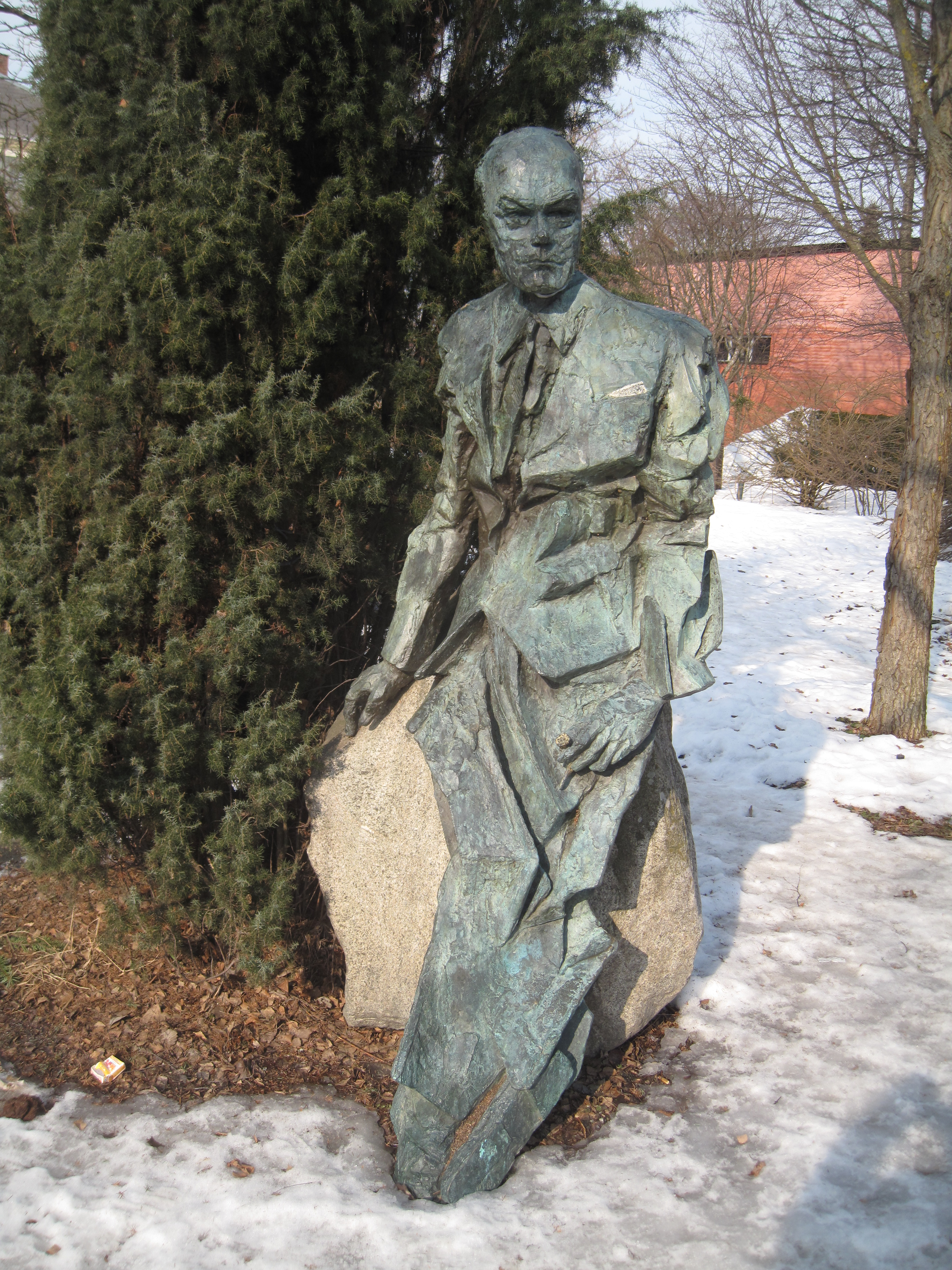
Rune Rydelius Fridegårdsstaty i Enköping (2011).

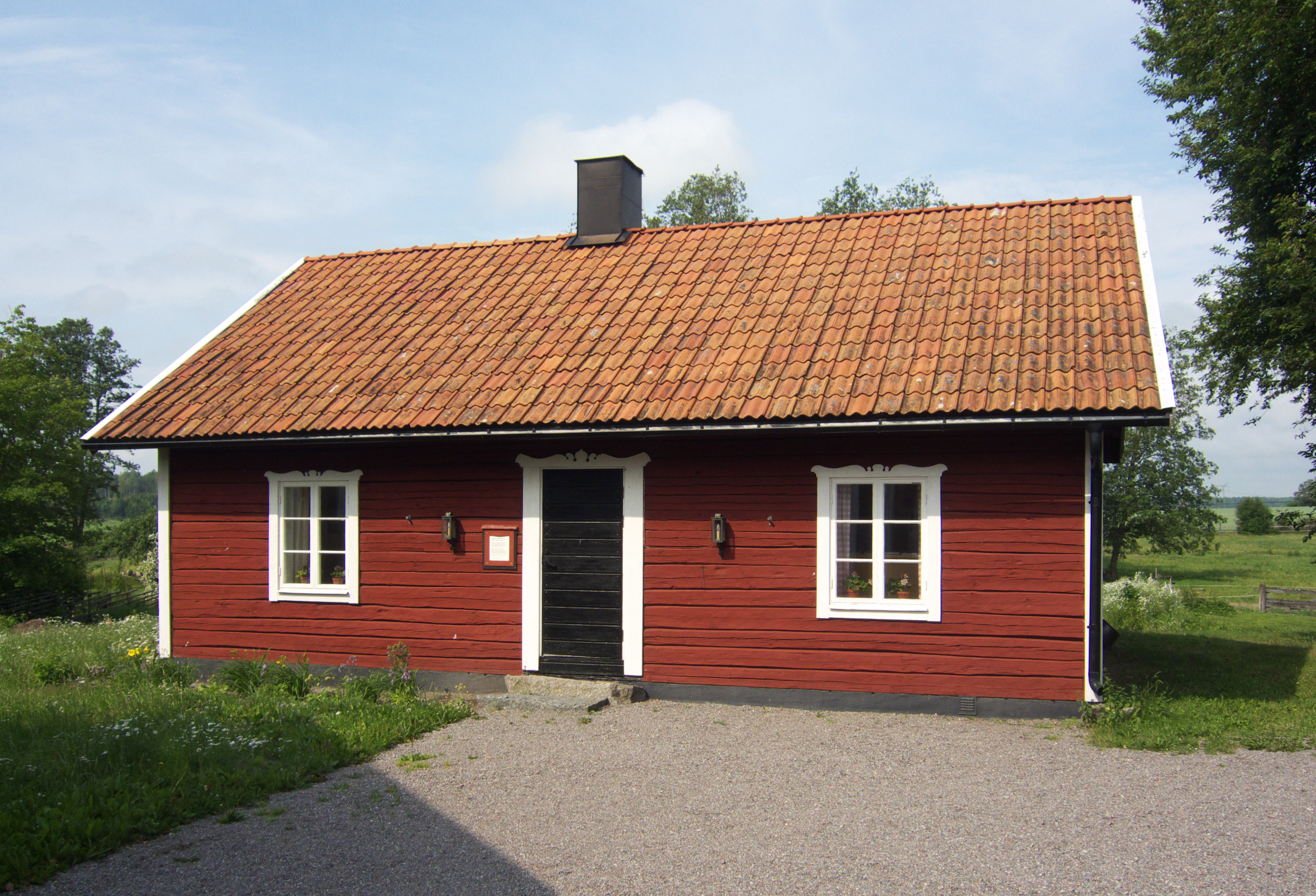
Fridegårdsmuseet i Övergran i Håbo

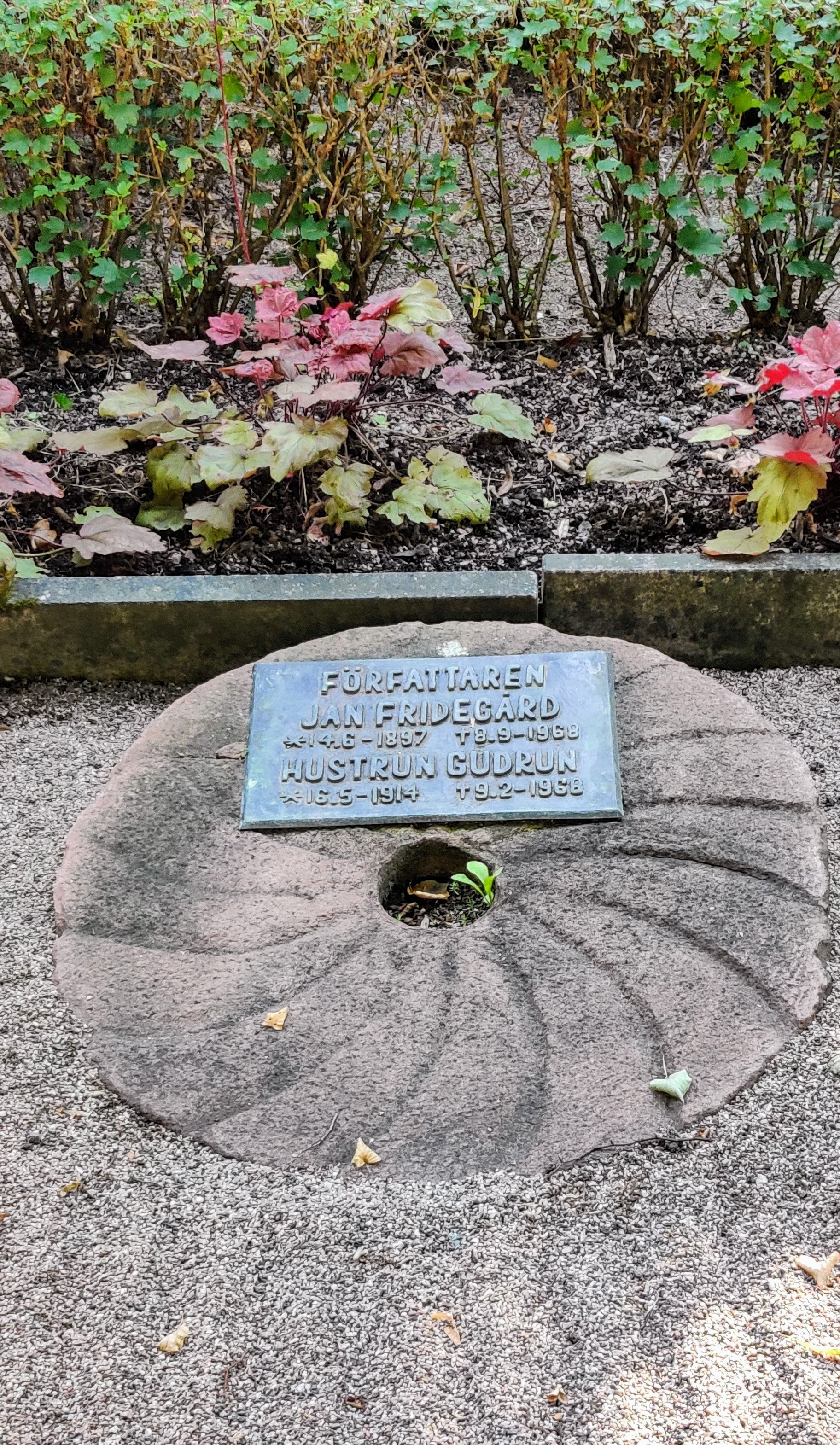
Gravvård på Uppsala gamla kyrkogård.

Johan Fridolf Fridegård, känd som Jan Fridegård, ursprungligen Johansson och i ungdomen kallad Fride Johansson, född 14 juni 1897 i Enköpings-Näs i Uppland, död 8 september 1968 i Uppsala, var en svensk författare. I den svenska litteraturen hör Fridegård till proletärförfattarna, närmare bestämt statarskolan.

## Liv och författarskap
Liv och diktning hör intimt ihop när det gäller Jan Fridegård. Hans föräldrar var statare och fadern arbetade som ladugårdsförman på herrgården Katrinedal inte långt från Enköping. Både morfar och farfar hade varit indelta soldater, något Jan Fridegård följde upp när han 18 år gammal tog värvning. Det blev tre hårda år som livdragon. Han anklagades bland annat för stöld och fick 1918 avtjäna straff på åtta månader i Långholmens centralfängelse, något som satte spår i Fridegård och senare skildras i den självbiografiska trilogin om huvudpersonen Lars Hård: Jag Lars Hård (1935), Tack för himlastegen (1936) och Barmhärtighet (1936). ”Skamliga år i ständig tävlan att vara den råaste bland råa”, skriver han där om dessa år. 
Dessa böcker väckte en stor och upprörd uppmärksamhet på sin tid för sin sexuella frispråkighet, grova uttryck och gav en felaktigt negativ bild av författaren själv, men sedan dess har dessa verk kommit att omvärderas och räknas till den svenska litteraturens moderna klassiker. Trilogin förlängdes sedan med Här är min hand och Lars Hård går vidare.
Soldattillvaron beskrev Fridegård även i romanen Äran och hjältarna (1938). Efter frisläppandet provade han på flera olika yrken. Han var oftast pank och arbetslös. Enligt Fridegård själv sov han ibland i ett bilvrak på ett skrotupplag i utkanten av Stockholm.
Han hade skrivit artiklar för den revolutionära tidskriften Brand när han 1931 lyrikdebuterade med samlingen Den svarta lutan. Den första romanen  En natt i juli  utkom två år senare. Därefter kom romaner och noveller i en jämn ström fram till författarens död 1968. Före genombrottet hade Fridegård under sju år  tjänat  endast 40 kronor på sin verksamhet som skribent.

## Forntid och andlighet
I trilogin om trälen Holme (Trägudars land, Gryningsfolket och Offerrök), 1940-1949, frångick Fridegård för första gången det självbiografiska temat och skildrade i stället händelser under vikingatiden. Det finns uppenbara paralleller till författarens samtid: klasskampsmotivet exemplifieras med Holmes kamp mot övermakten. Fridegård var en stor verklighetsskildrare, men han lockades samtidigt av det övernaturliga. 
Intresset gjorde avtryck bland annat i romanerna Torntuppen, (1941), Porten kallas trång (1952) och Sommarorgel, (1954); samtliga dessa romaner har tydliga inslag av mystik. I Den gåtfulla vägen (1963) dokumenterar han sitt esoteriska sökande och hur han övertygades om möjligheten till andekontakter vid seanser. I SVT-dokumentären Jan Fridegård – Ordkonstnären (2002) sägs det att Fridegård var spiritist och att han var övertygad om att han fått kontakt med sin döde far under en seans.
Fridegård hade redan från skolåldern ett starkt intresse för forntiden och särskilt vikingatiden. Han står som upptäckare av två  runstenar, den ena i Roslags-Näsby i Täby kommun, den andra (U 1068) i kyrkogårdsmuren vid Åkerby kyrka norr om Uppsala.

## Film
Fridegård medverkade själv som manusförfattare till filmatiseringarna av hans debutroman (En natt i juli), När ängarna blommar (1946) och Lars Hård-trilogin, Lars Hård (1948), samt till Selma Lagerlöf-filmatiseringen Herr Arnes penningar (1954). År 1996 gjorde SVT filmen Torntuppen, baserad på de andliga böckerna Torntuppen och Porten kallas trång.

## Flera hembygder
Under sin levnad flyttade Fridegård inom Uppland många gånger men sällan långt. Han föddes på Hjulsta säteri i Enköpings-Näs socken och tillbringade sina första sex år i Gåde i Boglösa socken, båda inom nuvarande Enköpings kommun. I Gåde finns Jan Fridegårds Minnesstuga inredd i en gammal smedja i en beteshage nära den gård där Jans far var ladugårdskarl 1897-1903. Enköping var hans stad enligt Jan Fridegårds egna ord. I Enköping finns sedan 1992 en staty av Fridegård gjord av konstnären Rune Rydelius. Sin skol- och ungdomstid bodde han med familjen på Katrinedals herrgård i Övergrans socken i Håbo kommun som väl vårdar minnet av författaren. Håbo kommun inrättade år 2006 ett Jan Fridegårdspris på 100 000 kr att delas ut vartannat år för att uppmuntra ett pågående författarskap. Även Täby kommun och Vallentuna kommun gör anspråk på åtminstone en del av Jan Fridegård eftersom han med sin familj under större delen av 1940-talet bodde i Enebyberg och Vallentuna. Åren i Vallentuna gjorde avtryck bland annat i romanen Torntuppen. Flera gatunamn i Vallentuna erinrar om författaren: Lars Hårds väg och Jan Fridegårds väg. I Täby bibliotek finns en informationstavla om Jan Fridegård. Han hyrde ett tag övervåningen på ett hus i runstenstäta Skålhamra och bodde även i Ensta. I Bålsta bär ortens gymnasieskola hans namn: Bildningscentrum Jan Fridegård. Vid Övergrans kyrka i Håbo kommun finns ett museum tillägnat Jan Fridegårds minne. Uppsala kommun inrättade 2009 ett stipendium till Jan Fridegårds minne på 100 000 kronor att delas ut vartannat år till en författare som verkat i Jan Fridegårds anda.

## Familj
Jan Fridegård gifte sig 1938 med Gudrun Nilsson (1914–1968) och de fick barnen Aase (född 1937) och Stefan (1942–2013). Fridegårds föräldrar var lantarbetaren Johan Alfred Johansson (1863-1941) och Anna Lovisa Lyster (1858-1928). Makarna Fridegård är begravda på Gamla kyrkogården i Uppsala.

## Jan Fridegårdsällskapet
Jan Fridegårdsällskapet bildades 1993 i Enköping på initiativ av radioproducenten vid Radio Uppland, Hasse Eson. Sällskapets syfte är att sprida kännedom om och skapa intresse för Jan Fridegård, hans författarskap och samtida kulturströmningar. Sällskapets verksamhet skall även kunna omfatta annan litteratur.

### Samlingar och urval
- Noveller / med inledning, stilöversikt och arbetsuppgifter av Arne Häggqvist. Skönlitteratur i skolan, 0583-4910. Svenska bokförl./Bonnier. 1951. Libris 1494793
- Noveller / i urval och med inledning av Lars Furuland. W & W-serien, 0509-5069 ; 100. Stockholm: Wahlström & Widstrand. 1965. Libris 1555862
- Ängslyckan och andra noveller / urval och inledning: Lars Furuland. Gidlunds klassiker för ungdom, 99-0381839-4. Stockholm: Gidlund. 1984. Libris 7668414. ISBN 9178440157
- Jan Fridegårds barfotamarker. Grillby: Boglösa hembygdsfören. 1989. Libris 864530
- Det röda bokverket. Stockholm: Sällskapet Bokvännerna. 1992. Libris 8369377. ISBN 91-7022-095-6
- Eskilstunakniven : en novell. Eskilstuna: Antikvariat Bokstädet. 1998. Libris 7798996. ISBN 9197308013

## Filmmanus
- 1946 – När ängarna blommar
- 1948 – Lars Hård
- 1954 – Herr Arnes penningar

## Priser och utmärkelser
- 1947 – De Nios stora pris
- 1953 – Boklotteriets stipendiat
- 1960 – Boklotteriets stipendiat
- 1967 – Svenska Akademiens stora pris
- 1967 – Litteraturfrämjandets stora pris
- 1968 – Doblougska priset
- 1999 – Lundequistska bokhandelns litteraturpris för hans författarskap